# گینهایم
گینهایم (به آلمانی: Frankfurt-Ginnheim) یک منطقهٔ مسکونی در آلمان است که در فرانکفورت واقع شده‌است. گینهایم  ۱۶٬۴۵۰ نفر جمعیت دارد.